# Marie-Christine Boutonnet
Marie-Christine Boutonnet , née le 10 février 1949 à Albi dans le département du Tarn, est une femme politique française. Membre du Front national (FN), elle est députée européenne de 2014 à 2019.

## Biographie

### Carrière professionnelle
Diplômée de l'Institut d'études politiques de Toulouse (promotion 1973), elle est cadre administratif.

### Parcours politique
Marie-Christine Boutonnet adhère au Front national en 1979.
Elle est conseillère régionale de Midi-Pyrénées de 2004 à 2010, puis de Champagne-Ardenne de 2010 à 2015.
En 2014, elle est élue conseillère municipale à Gaillac, dans le Tarn, et déléguée communautaire, puis députée européenne.

#### Affaire des assistants parlementaires du FN
Dans le cadre de l'affaire des assistants parlementaires du Front national au Parlement européen, son assistant parlementaire Charles Hourcade est mis en examen en mars 2017. À la suite de son refus de répondre aux convocations des juges d'instruction, ces derniers demandent la levée de l'immunité parlementaire de Marine Le Pen et de Marie-Christine Boutonnet en avril 2017. Le 20 juin 2017, Marie-Christine Boutonnet est à son tour mise en examen pour abus de confiance concernant l'emploi comme assistant parlementaire de Charles Hourcade. Le 31 mars 2025, elle est condamnée à dix-huit mois de prison avec sursis et trois ans d’inéligibilité avec sursis.